# Нугаал
Нугаал е регион на Сомалия. Населението му е 392 698 жители (по приблизителна оценка от януари 2014 г.), а площта 26 180 кв. км. Регионът е разделен административно на 4 района. Намира се в североизточната част на страната в часова зона UTC+3.